# Apamea obsoleta
Apamea obsoleta är en fjärilsart som beskrevs av Christian Friedrich Stephan. Apamea obsoleta ingår i släktet Apamea och familjen nattflyn. Inga underarter finns listade i Catalogue of Life.